# مشارکت گروه همسایه
مشارکت گروه همسایه (به انگلیسی: Neighbouring group participation) یا کمک گروه مجاور اثری شناخته شده در شیمی آلی است که مطابق تعریف آیوپاک به برهم‌کنش مرکز واکنش با جفت الکترون غیرپیوندی یک اتم یا الکترون‌های موجود در یک پیوند سیگما یا پای گفته می‌شود. به‌طور طبیعی این اثر مشارکتی، موجب افزایش سرعت انجام واکنش می‌شود.

## از طریق جفت الکترون غیرپیوندی یک ناجوراتم
یک نمونه کلاسیک از مشارکت گروه همسایه، واکنش یک سولفور یا نیتروژن خردلی با یک هسته‌دوست است. سرعت انجام واکنش بیرون رفتن اتم کلر و جایگزینی هسته‌دوست با آن، برای گوگرد به‌خاطر مشارکت جفت الکترون غیرپیوندی بسیار زیادتر از یک آلکیل کلرید معمولی (بدون گوگرد) است، به‌طوری که سرعت واکنش جایگزینی هسته‌دوستی برای ترکیب Ph-S-CH2-CH2-Cl بیش از ۶۰۰ برابر ترکیب CH3-CH2-CH2-Cl است. 

## از طریق جفت آلکن
اوربیتال پای یک گروه آلکن می‌تواند با پایدار کردن حالت گذار به پایدار سازی کربوکاتیون تولید شده، کمک زیادی کند. به‌عنوان مثال، یک توسیلات دارای گروه آلکن (توسیلات غیراشباع)، در مقایسه با یک توسیلات فاقد گروه آلکن (اشباع) با سرعت بسیار بیشتری واکنش آب‌کافت را انجام می‌دهد ( ۱۰۱۱ برابر سریعتر). 
حدواسط کربوکاتیونی با کمک رزونانس ایجاد شده توسط پیوند دوگانه، موجب توزیع بار مثبت کربوکاتیون در قسمت‌های مختلف مولکول و در نتیجه پایداری بیش‌تر مولکول می‌شود. 
نمایی متفاوت (نمای از بالا) از ساختارهای رزونانسی قابل تبدیل به‌یکدیگر در فرایند آب‌کافت ترکیب توسیلات: 
حتی اگر آلکن از مرکز واکنش دورتر باشد ، آلکن هنوز هم می تواند به این روش عمل کند. به عنوان مثال در آلکیل بنزن سولفونات زیر آلکان قادر به جابجایی محل جابجایی است . 

## از طریق سیکلوپروپان، سیکلوبوتان یا یک گروه هموآلیل
اگر یک سیکلوپروپیل‌متیل کلرید با اتانول و آب واکنش داده شود، مخلوطی از ۴۸٪ سیکلوپروپیل‌متیل الکل، ۴۷٪ سیکلوبوتانول و ۵٪ الکل هموآلیل به‌دست می‌آید. تنوع این محصولات به این علت است که حدواسط کربوکاتیون تولید شده توانایی جابجایی بار مثبت بر روی اتم‌های مختلف را دارد که در نتیجه آن، هسته دوست فرصت لازم برای حمله به نقاط مختلف و تشکیل ترکیبات متنوع را دارد. 

## از طریق جفت یک حلقه آروماتیک
این اثر به‌خصوص در حلال‌کافت بنزیل هالیدها قابل مشاهده‌است. حضور حلقه آروماتیک بنزن و همپوشانی اوربیتال‌های پای حلقه با پیوند سیگمای کربن-هالوژن، موجب پایداری حالت گذار و خروج آسان‌تر گروه ترک کننده (هالید) می‌شود. 
یک حلقه آروماتیک حتی می‌تواند با تشکیل یک پیوند سیگما از حالت آروماتیک خارج شود و موجب تشکیل یک ترکیب حدواسط به‌نام یون فنونیوم شود تا به این صورت موجب پایداری هرچه بیش‌تر کربوکاتیون تولید شده گردد. 
زمانی که یک مولکول توسیلات وارد یک واکنش حلال‌کافت اسیدی در محیط اسید استیک می‌شود به‌جای تک محصول حاصل واکنش جانشینی هسته‌دوستی دومولکولی متداول (محصول B)، چندین محصول تولید می‌شود. علت ایجاد چنین محصولاتی مشارکت گروه بنزن همسایه و کمک آن به خروج گروه ترک‌کننده استات است. 
سازوکار پیشنهادی که طی آن گونه A به B تبدیل می‌شود در زیر به نمایش درآمده است. 

## از طریق جفت پیوند آلیفاتیک کربن-کربن یا کربن-هیدروژن
در صورت وجود ساختار مناسب فضاشیمیایی در یک ترکیب، پیوندهای آلیفاتیک کربن-کربن یا کربن-هیدروژن نیز می‌توانند با پیوند گروه‌ترک‌کننده یا اوربیتال حاوی بار مثبت، همپوشانی لازم را انجام دهند.